# Мэджи, Джон
Джон Мэджи (англ. John Magee; род. 24 сентября, 1936, Ньюри, Северная Ирландия) — ирландский куриальный прелат и ватиканский сановник. Обер-церемониймейстер Папского двора с 6 марта 1982 по 17 февраля 1987. Епископ Клойна с 17 февраля 1987 по 24 марта 2010.